# Princess Amelia
Die Princess Amelia war ein 80-Kanonen-Linienschiff 3. Ranges der britischen Marine, das von 1757 bis 1783 in Dienst stand.

## Geschichte

### Bau
Das am 28. Märzjul. / 8. April 1751greg. bestellte Schiff wurde von dem Surveyor of the Navy Joseph Allin dem Jüngeren nach den Richtlinien des 1745 Establishment entworfen und unter der Bauaufsicht des Schiffbaumeisters Israel Pownoll im Marinearsenal von Woolwich (London) am 15. August 1751 auf Kiel gelegt. Der Stapellauf erfolgte am 7. März 1757 und die Indienststellung am 2. Mai 1757. Das mit Baukosten von 45.062 Pfund 12 Schilling und 7 Pence (siehe Pfund Sterling) zu Buche schlagende Schiff war, neben der 1755 vom Stapel gelaufenen Cambridge, der letzte Dreidecker mit 80 Kanonen der britischen Marine.

### Einsatzgeschichte

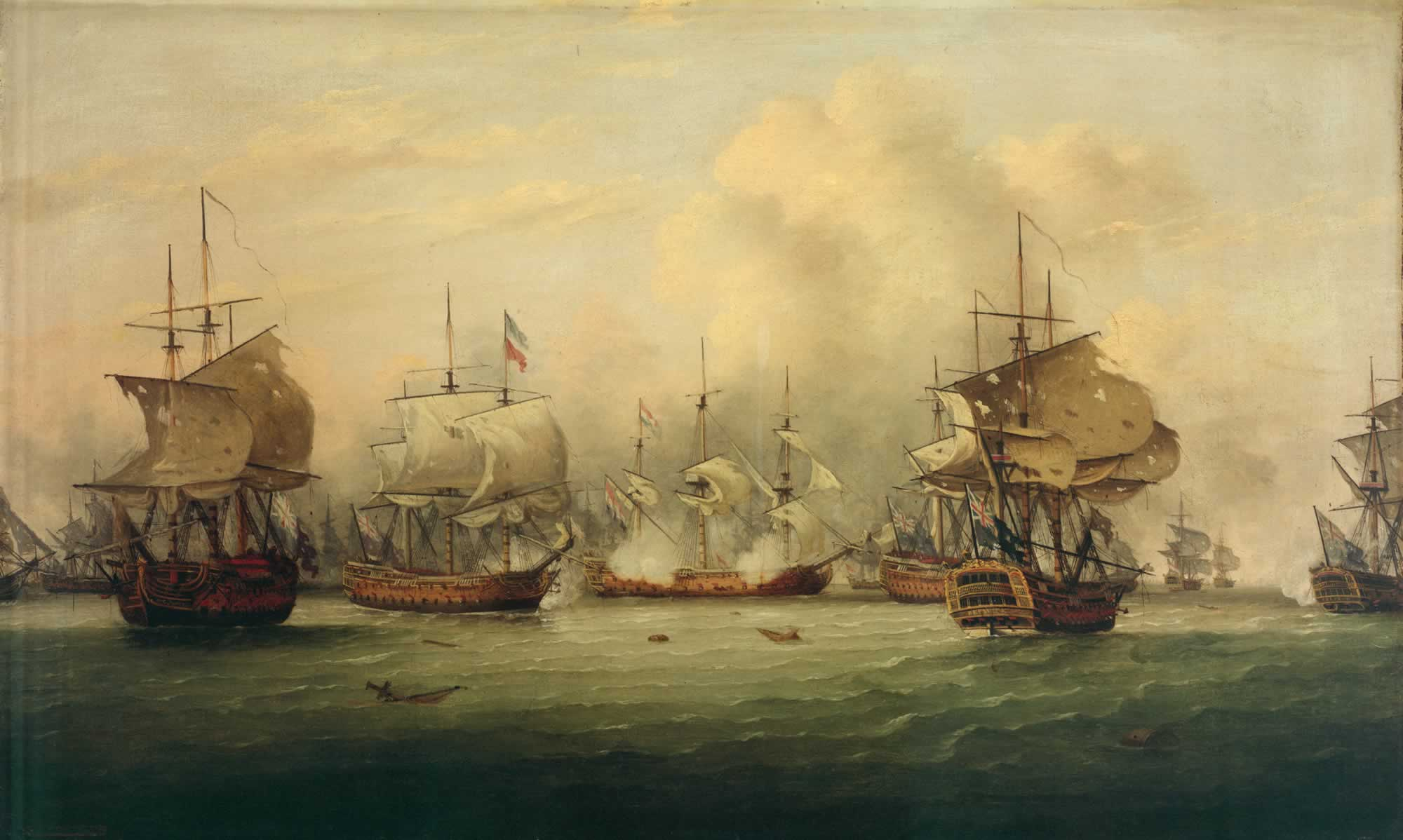
Seeschlacht auf der Doggerbank

Bei Indienststellung der Princess Amelia befand sich Großbritannien im Krieg mit Frankreich und seinen Verbündeten (Siebenjähriger Krieg). Das Schiff war daher ab September 1757, als Flaggschiff von Konteradmiral Thomas Brodrick, Teil der britischen Landung bei der französische Stadt Rochefort. Diese konnte aber durch die Franzosen abgewehrt werden. Anschließend verlegte das Schiff ab Februar 1758 nach Nordamerika, wo es an der Belagerung der Festung Louisbourg, unter Admiral Edward Boscawen, und 1759 an der Belagerung von Québec beteiligt war. Diesem folgte 1761 die Operation zur Besetzung der französischen Belle-Île vor der bretonischen Küste. Mit Unterzeichnung des Friedens von Paris am 10. Februar 1763 endete der Krieg zwischen Großbritannien und Frankreich.
Die Princess Amelia, war bereits am 23. Januar 1763 im Zuge der friedenbedingten Flottenverkleinerung außer Dienst gestellt und aufgelegt worden. In den beiden folgenden Jahren wurde das Schiff für 13.363 Pfund 3 Schilling und 10 Pence bei der Marinewerft in Portsmouth überholt. Ein Reaktivierung erfolgte im ersten Halbjahr 1771 für 9.347 Pfund 11 Schilling und 7 Pence. Hierbei wurde die Princess Amelia ausgerüstet um Vizeadmiral George Rodney, dem Kommandeur der Jamaica Station, zwischen Juni 1771 und September 1773 als Flaggschiff zu dienen. Nach Rückkehr von diesem Einsatz wurde sie wiederum außer Dienst gestellt und aufgelegt.
Eine erneute Reaktivierung erfolgte im Zuge des Amerikanischen Unabhängigkeitskrieges. Die Princess Amelia wurde aber nur in europäischen Gewässern eingesetzt und war im August 1781 an Schlacht auf der Doggerbank gegen die niederländische Marine beteiligt, wobei ihr Kommandant John Macartney getötet wurde. Diesem Einsatz folgte eine Beteiligung im Oktober 1782, als Flaggschiff von Konteradmiral Sir Richard Hughes, an der Seeschlacht am Kap Spartel gegen eine spanisch-französische Flotte. Nach Ende des Krieges wurde das Schiff am 21. Juli 1783 ein weiteres Mal außer Dienst gestellt. Im November 1788 wurde es an das Board of Customs (Zollbehörde) übergeben und damit von der Marineliste gestrichen.
Am 24. März 1818 verlegte das alte Schiff vom Stangate Creek am Medway nach Sheerness, wo es ab 11. Juni für 2.610 Pfund verkauft wurde.

## Technische Beschreibung
Die Princess Amelia war als Batterieschiff mit drei durchgehenden Geschützdecks konzipiert und hatte eine Länge von 50,29 Metern (Geschützdeck), eine Breite von 14,34 Metern und einen Tiefgang von 5,21 Metern. Sie war ein Rahsegler mit drei Masten (Fockmast, Großmast und Kreuzmast). Der Rumpf schloss im Heckbereich mit einem Heckspiegel, in den zwei Galerien integriert waren, die in die seitlich angebrachten Seitengalerien mündeten.
Die Bewaffnung bestand aus 80 Kanonen.
|        | Unteres Batteriedeck | Mittleres Batteriedeck | Oberes Batteriedeck | Backdeck      | Kanonen (Geschossgewicht) |
| ------ | -------------------- | ---------------------- | ------------------- | ------------- | ------------------------- |
| Design | 26 × 32-Pfünder      | 26 × 18-Pfünder        | 24 × 9-Pfünder      | 4 × 6-Pfünder | 80 Kanonen (349,195 kg)   |

## Besatzung
Die Besatzung hatte eine Stärke von 650 Mann.

### Liste der Kommandanten
| Name                            | Beginn der Amtszeit | Ende der Amtszeit  |
| ------------------------------- | ------------------- | ------------------ |
| Kapitän Richard Edwards         | 2. Mai 1757         | 30. Mai 1757       |
| Kapitän Edward Pratten          | 30. Mai 1757        | 18. Juni 1757      |
| Kapitän Samuel Graves           | 18. Juni 1757       | 19. Oktober 1757   |
| Kapitän Philip Durell           | 19. Oktober 1757    | 6. Januar 1758     |
| Kapitän John Bray               | 6. Januar 1758      | 6. April 1761      |
| Kapitän John Montagu            | 6. April 1761       | 22. Juni 1762      |
| Kapitän Richard Howe            | 22. Juni 1762       | 23. Januar 1763    |
| außer Dienst bzw. aufgelegt     |                     |                    |
| Kapitän Samuel Marshall         | 24. Januar 1771     | 31. Mai 1773       |
| Kapitän Andrew Barkley          | 31. Mai 1773        | 24. September 1773 |
| außer Dienst bzw. aufgelegt     |                     |                    |
| Kapitän Digby Dent              | 26. Dezember 1776   | 3. Dezember 1778   |
| Kapitän George Robinson Walters | 13. Dezember 1778   | 1. Oktober 1779    |
| Kapitän John Macartney          | 1. Oktober 1779     | 5. August 1781     |
| Kapitän Billy Douglas           | 15. August 1781     | 10. Juli 1782      |
| Kapitän John Reynolds           | 10. Juli 1782       | 16. April 1783     |
| Kapitän John Willett Payne      | 16. April 1783      | 20. Juli 1783      |

## Bemerkungen
1. ↑  Als 1745 Establishment wird eine Richtlinie für Bewaffnung und  Abmessungen von Schiffen bezeichnet, die für die Royal Navy zwischen 1747 und 1766 gebaut wurden.

## Ähnliche Schiffe
- Cumberland – englisches 80-Kanonen-Schiff (Dreidecker) von 1695
- Tonnant – französisches 80-Kanonen-Schiff (Zweidecker) von 1743